# Aloysio de Andrade Faria
Aloysio de Andrade Faria (* 9. November 1920 in Belo Horizonte; † 15. September 2020 in Jaguariúna) war ein brasilianischer Unternehmer und Bankier.

## Leben
1949 folgte Faria seinem Vater Clemente de Faria in die Leitung der brasilianischen Banco da Lavouro und formte es in den folgenden Jahrzehnten zur Banco Real. In den 1990er Jahren veräußerte er seine Anteile an der Bank an die niederländische Bank ABN AMRO. Aus dem Erlös gründete er die Unternehmensgruppe Conglomerado Alfa, zu der die Banco Alfa gehört. Auch der größte lateinamerikanische Produzent von Palmöl, das Unternehmen Agropalma, und die Hotelkette Transamérica gehören Faria. Nach Angaben des US-amerikanischen Forbes Magazine gehörte Faria zu den reichsten Brasilianern und war in The World’s Billionaires 2005 gelistet. Faria war verheiratet und hatte zwei Töchter.